# Hope Springs
Pour le film américain de 2012, voir Tous les espoirs sont permis.
Pour plus de détails, voir Fiche technique et Distribution.
Hope Springs est un film américano-britannique réalisé par Mark Herman, sorti en 2003.

## Synopsis
Colin s'est installé à Hope pour se refaire une santé après avoir été largué par sa fiancée.

## Fiche technique
- Titre : Hope Springs
- Réalisation : Mark Herman
- Scénario : Mark Herman, d'après le roman New Cardiff, de Charles Webb
- Production : Uri Fruchtmann, Grace Gilroy, Barnaby Thompson
- Sociétés de production : Fragile Films, Prominent Features et Touchstone Pictures
- Musique : John Altman
- Photographie : Ashley Rowe
- Montage : Michael Ellis
- Décors : Don Taylor
- Costumes : Trish Keating
- Pays d'origine : Royaume-Uni, États-Unis
- Format : Couleurs - 2,35:1 - DTS / Dolby Digital / SDDS - 35 mm
- Genre : Comédie romantique
- Durée : 92 minutes
- Dates de sortie : 14 mars 2003 (festival de Bradford), 9 mai 2003 (Royaume-Uni), 5 septembre 2003 (États-Unis)

## Distribution
- Colin Firth (VFB : Franck Dacquin)  : Colin Ware
- Heather Graham  : Mandy
- Minnie Driver (VFB : Nathalie Stas) : Vera Edwards
- Mary Steenburgen  : Joanie Fisher
- Frank Collison  : M. Fisher
- Oliver Platt (VFB : Daniel Nicodème) : Doug Reed
- Mary Black (VFB : Myriam Thyrion) : Mme Peterson
- Ken Kramer (VFB : Fernand Gurdal) : Harold Peterson
- Chad Faust (VFB : Bruno Mullenaerts) : Rob
- Tony Alcantar : Webster
- Bethoe Shirkoff (VFB : Suzy Falk) : Martha
- Alan Giles (VFB : Bernard Faure) : M. West
- Dolores Drake : la serveuse
- Howard Storey (VFB : Michel Guillou) : M. Golfer
- June B. Wilde (VFB : Lorette Goosse) : Mme Golfer
- Kathryn Kirkpatrick (VFB : Nathalie Hons) : Tina la nettoyeuse

Source : carton de doublage sur Disney+

## Production

### Lieux de tournage
Le tournage s'est déroulé du 15 octobre 2001 à janvier 2002 à Fort Langley, Hope et Vancouver, en Colombie-Britannique.

## Bande originale
- Look For Hope, interprété par Roland Gift
- St. Peter's Rendezvous, interprété par The Warratahs
- Jesus Says, interprété par Ash
- All The Small Things, interprété par Blink-182
- I'm Not in Love, interprété par Fun Lovin' Criminals
- High And Dry, interprété par The Warratahs
- All You Ever Do Is Bring Me Down, interprété par The Mavericks
- I Love You, interprété par Asie Payton
- I Love It When We Do, interprété par Ronan Keating
- Till The Day I Die, interprété par Garbage
- Am I Blue, interprété par Willie Nelson
- Give It Away, interprété par Zero 7
- The Hunt, interprété par Quatuor Mosaïques
- State Occasion (B), interprété par The RAF Brass and Wind Band

## Autour du film
- Le rôle de Vera Edwards, interprété par Minnie Driver, était initialement prévu pour l'actrice Helena Bonham Carter.